# Чучур (село)
Чучур е село в Южна България. То се намира в община Смолян, област Смолян.

## География
Село Чучур се намира в планински район.